# Ricardo Phillips
Ricardo Phillips   (Ciutat de Panamà, 31 de gener de 1975) fou un futbolista panameny de la dècada de 2000.
Fou 84 cops internacional amb la selecció de Panamà.
Pel que fa a clubs, destacà a Euro Kickers, Panamá Viejo, Tauro, New England Revolution i San Francisco FC.